# De Nygifte (film fra 1913)
 For alternative betydninger, se De Nygifte. (Se også artikler, som begynder med De Nygifte)
De Nygifte er en dansk stum komediefilm fra 1913 produceret af Nordisk Films Kompagni og instrueret af Sofus Wolder efter manuskript af Johs. Baack.
Filmen havde dansk premiere den 15. december 1913 i Biograf-Theatret i København og blev i tysktalende lande distribueret som Das Rendezvous og i fransktalende lande som Le Rendez-vous. 

## Handling
En ung frøken skriver et brev til sin kæreste om et stævnemøde. Hun gemmer brevet i et modemagasin, som hun låner ud til fru Holm, der finder brevet, og tror, at det er hr. Holm, der inviterer til stævnemøde. Hr. Holm finder også brevet, og tror, at det er fru Holm, der er ham utro, og da det unge kærestepar møder hinanden, dukker både hr. og fru Holm dukker op til stævnemødet for at afsløre hinanden, og de forfølger det unge kærestepar hjem til deres forældre, hvor de beder om forældrenes tilladelse til giftemål. Hr og fru Holm må herefter forsøge at genopbygge den ægteskabelige tillid.

## Medvirkende
- Ingeborg Bruhn Bertelsen
- Birger von Cotta-Schønberg
- Paula Ruff
- Johannes Ring
- Ebba Lorentzen
- Alma Hinding
- Henning Erichsen
- Johanne Fritz-Petersen